# Roricius d’Uzès
Roricius, Ruricius ou Rorice, est le troisième évêque d’Uzès, de 533 à 538.

## Famille
Selon les Acta Firmini, rédigée au XIIe siècle, Firmin (ca. 480 † 553), âgé de douze ans et fils de Tonantius Ferreolus et d'Industria, se serait réfugié auprès du patrice et évêque Ruricius, âgé de 80 ans. Ce dernier, en interrogeant Firmin et en lui demandant le nom de ses parents, se rendit compte que le jeune garçon est de son sang et lui réserve le meilleur accueil. Sur la base de ce témoignage tardif, il a été conjecturé qu'il s'agissait de Ruricius d'Uzès, Firmin lui ayant succédé dans cette ville, et que Ruricius d'Uzès était frère de Tonantius Ferreolus sénateur à Narbonne (ca. 450 † après 518), puisque de même sang. Mais Christian Settipani constate que ce récit n'est chronologiquement pas possible (Saint Firmin a douze ans vers 492, tandis que Ruricius n'est évêque d'Uzès qu'à partir de 533), que l'auteur des Acta Firmini a voulu maladroitement concilier ses informations avec la Commemoratio genealogiae domni Karoli gloriossimi imperatoris. Il remarque que le récit a plus de cohérence en remplaçant Ruricius d'Uzès par son homonyme Ruricius, évêque de Limoges de 484 à 507. Par élimination des quartiers connus ou conjecturés de Saint Firmin, Il émet l'hypothèse qu'une sœur de Ruricius de Limoges soit la mère d'Industria, elle-même mère de Saint-Firmin. Quant à Ruricius d'Uzès, deux faits rendent probables sa parenté avec Ruricius de Limoges :
- leur homonymie,
- le fait que Firmin, petit neveu de Ruricius de Limoges, succède à Ruricius d'Uzès.

## Chronologie
| 533. | Prise d'Uzès par Thibert Ier. — Roricius contribue à faire passer l'Uzège sous la domination des Francs. — L'évêché d'Uzès passe sous la métropole de Bourges. |
| 538. | Mort de Roricius. |